# ادیت موتریج
ادیت موتریج (به انگلیسی: Edith Motridge) (زادهٔ ۳۰ ژوئیهٔ ۱۹۱۳) شناگر اهل ایالات متحده آمریکا است.